# Архіпелаг (фрегат, 1829)
«Архіпелаг» (рос. «Архипелаг») — вітрильний 60-гарматний фрегат Чорноморського флоту Російської імперії.

## Історія
Закладений у Миколаєві 21 січня 1828 року. Один із шести 60-гарматних фрегатів типу «Тенедос», побудованих у Миколаєві під наглядом адмірала і військового губернатора міста О. С. Грейга. За розмірами і озброєнням вони не сильно поступалися 74-гарматним лінійним кораблям і іноді іменувалися 60-гарматними кораблями.
Після спуску на воду 30 липня 1829 року увійшов до складу Чорноморського флоту Російської імперії. У 1830 році брав участь у перевезенні російських військ із Варни до Феодосії. Перебував у практичних плаваннях у Чорному морі в 1831, 1832, 1834—1836 роках.
У 1833 році брав участь в експедиції Чорноморського флоту на Босфор. 2 лютого вийшов із Севастополя у складі ескадри контр-адмірала М. П. Лазарєва і до 8 лютого прибув у Буюк-Дере. 28 червня, прийнявши на борт війська, з ескадрою вийшов з Буюк-Дере і, висадивши війська у Феодосії 3 липня, до 22 липня повернувся до Севастополя.
У 1837 році, в складі загону контр-адмірала С. А. Есмонта, перебував біля кавказького узбережжя в районі Сухум-Кале під час Кавказької війни. 7 червня загін підійшов до мису Адлер, вів вогонь по позиціях кавказців і висадив десант, який влаштував укріплення Святого Духа.
У 1838 році виведений зі списку флоту і переобладнаний в блокшив.

## Командири
- А. Г. Конотопцев (1829[3]);
- К. П. Богданович (1830—1833);
- Ф. І. Ратч (1834—1837[2]).